# Ariana Richards
Ariana Clarice Richards (n. 11 decembrie 1979, Healdsburg⁠(d), California, SUA) este o fostă actriță americană și pictor. Este cunoscută pentru rolul lui Lex Murphy⁠(d) în filmul Jurassic Park. Richards a câștigat numeroase premii Young Artist Awards⁠(d) în copilărie pentru interpretările sale, însă la maturitate s-a concentrat pe cariera artistică.

## Biografie
Richards s-a născut în Healdsburg, California⁠(d), fiica lui Darielle (născută Garrison), agent de relații publice și producător de film, și a lui Gary Richards. Sora sa Bathany este, de asemenea, actriță. Bunica sa maternă, care era de origine italiană, era o descendentă a pictorului renascentist Carlo Crivelli. Bunicul său matern era de origine engleză. Richards este înrudită cu pugilistul irlandez John L. Sullivan⁠(d).
A absolvit Skidmore College⁠(d) în 2001, obținând o diplomă în artele frumoase și teatru. Și-a continuat studiile la ArtCenter College of Design⁠(d) în Pasadena.
Richards s-a căsătorit cu Mark Aaron Bolton în Oregon în ianuarie 2013; Bolton este un imigrant irlandez, cascador și un fost soldat în armata irlandeză. Cuplul are o fiică născută în 2015.

## Cariera
Richards și-a făcut debutul pe marele ecran în filmul din 1987 - Into the Homeland - împreună cu Powers Boothe. De asemenea, a interpretat rolul lui  Mindy Sterngood în primul film Tremors și în a treia parte intitulată Tremors 3: Atac în zbor⁠(d). Cel mai cunoscut rol al ei este cel al lui Lex Murphy în filmul Jurassic Park și Lumea pierdută: Jurassic Park. Richards a mai apărut în Angus⁠(d), The Golden Girls, Empty Nest⁠(d) și Cory si restul lumii⁠(d).
Pe lângă filme și seriale, aceasta a apărut și în videoclipul melodiei „Brick⁠(d)” al formației Ben Folds Five⁠(d). A oferit un interviu revistei britanice de film Empire în numărul din septembrie 2006, unde a discutat despre o posibilă revenire la actorie. Richards a apărut în filmul Battledogs⁠(d) (2013), filmat în Buffalo, New York.
În februarie 2014, Richards a fost votată în topul VH1 100 Greatest Child Stars pe locul 98.

### Premii
- Favourite Newcomer – Japonia: Jurassic Park (1994) – Câștigător[11]
- Favourite Newcomer – Australia: Jurassic Park (1994) – Câștigător
- Favourite Newcomer – Regatul Unit: Jurassic Park (1994) – Câștigător
- Premiul Bambi: Jurassic Park (1993) - Câștigător
- Premiul Young Artist⁠(d) – Cea mai bună actriță într-un film: Jurassic Park (1993) – Câștigător
- Premiul Young Artist – Cea mai bună actriță într-un film de televiziune: Locked Up: A Mother's Rage (1992) – Câștigător
- Premiul Young Artist – Cea mai bună actriță tânără într-un film de televiziune: Switched At Birth (1991) – Câștigător

## Cariera artistică
După cariera în film, Richards a devenit un artist de succes. Picturile sale, de obicei cu peisaje și figuri, tind să fie realizate în stilul impresioniștilor. În octombrie 2005, a câștigat primul loc la Concursul național de pictură în ulei (sponsorizat de revista American Artist) pentru tabloul Lady of the Dahlias.
Din 2013, Richards locuiește în Salem, Oregon și a fost ucenicul unui pictor profesionist.

## Filmografie

### Filme
| An   | Titlu                         | Rol             | Note                               |
| ---- | ----------------------------- | --------------- | ---------------------------------- |
| 1988 | I'm Gonna Git You Sucka       | fetița          |                                    |
| 1989 | Face of the Enemy             |                 | Voice-over                         |
| 1989 | Prancer                       | Carol Wetherby  |                                    |
| 1990 | Tremors                       | Mindy Sterngood |                                    |
| 1990 | Spaced Invaders               | Kathy Hoxly     |                                    |
| 1992 | Timescape                     | Hillary Wilson  |                                    |
| 1993 | Jurassic Park                 | Lex Murphy      |                                    |
| 1995 | Angus                         | Melissa Lefevre |                                    |
| 1997 | The Lost World: Jurassic Park | Lex Murphy      | Rol cameo                          |
| 2001 | Tremors 3: Back to Perfection | Mindy Sterngood | Direct-to-video                    |
| 2013 | Battledogs                    | Donna Voorhees  | Titlul inițial era "Ward's Island" |

### Seriale
| An   | Titlu                                                              | Rol                          | Note                                                            |
| ---- | ------------------------------------------------------------------ | ---------------------------- | --------------------------------------------------------------- |
| 1987 | The Golden Girls                                                   | Lisa                         | Episodul: "And Then There Was One"                              |
| 1987 | Into the Homeland                                                  | Ember Swallow (vârsta 5 & 7) | Film de televiziune                                             |
| 1988 | My Sister Sam                                                      | Morgan                       | Episodul: "Life, Death and Admiral Andy"                        |
| 1989 | Empty Nest                                                         | Phoebe Swenson               | Episodul: "Harry Snubs Laverne"                                 |
| 1990 | Island Son                                                         | Tess Delaney                 | Episodul: "Viruses"                                             |
| 1990 | The Incident                                                       | Nancy                        | Film de televiziune                                             |
| 1991 | Switched at Birth                                                  | Kimberly Mays, vârsta 9-11   | Film de televiziune                                             |
| 1992 | Locked Up: A Mother's Rage (aka The Other Side of Love)            | Kelly Gallagher              | Film de televiziune                                             |
| 1992 | Against Her Will: An Incident in Baltimore                         | Nancy                        | Film de televiziune                                             |
| 1994 | The Kidsongs TV Show                                               | Ea însăși                    | Episodul: "Dinosaur Day"                                        |
| 1995 | Capitol Critters                                                   | President's Granddaughter    | Dublaj Episodul: "If Lovin' You Is Wrong, I Don't Wanna Be Rat" |
| 1996 | Born Free: A New Adventure                                         | Valerie Porter               | Film de televiziune                                             |
| 1996 | Boy Meets World                                                    | Claire Ferguson              | Episodul: "Dangerous Secret"                                    |
| 1997 | Total Security                                                     | Karen Dieboldt               | Episodul: "Who's Poppa?"                                        |
| 1997 | The Princess Stallion                                              | Sarah Stewart                | Film de televiziune                                             |
| 1998 | Broken Silence: A Moment of Truth Movie (a.k.a. Race Against Fear) | Mickey Carlyle               | Film de televiziune                                             |